# Batalha de Kurekdere
A Batalha de Kurekdere foi uma das primeiras batalhas da Guerra da Crimeia, travada entre o Império Russo e o otomano. Foi travada em 6 de agosto de 1854, em Gyumri, na Arménia. Terminou com a vitória russa após numerosos erros dos otomanos.